# Stemmatodus rhombus
Stemmatodus rhombus è un pesce osseo estinto, appartenente ai picnodonti. Visse nel Cretaceo inferiore (Barremiano, circa 125 - 128 milioni di anni fa) e i suoi resti fossili sono stati ritrovati in Italia.

## Descrizione
Di piccole dimensioni, questo pesce non superava solitamente i 6 centimetri di lunghezza. Il corpo era di forma più o meno romboidale (da qui il nome specifico), molo alto e appiattito lateralmente. La testa era grande e alta, e insieme all'apparato opercolare occupava circa un terzo della lunghezza dell'animale intero. La bocca era lunga circa 5-6 millimetri, e le mascelle erano dotate di numerosi minuscoli denti (circa mezzo millimetro di diametro), molto vicini fra loro e di forma tondeggiante.
La dentatura di Stemmatodus era molto particolare: consisteva in denti simili a incisivi posti sulle premascelle e le ossa dentali, e in denti ad azione triturante sul vomere e le ossa prearticolari. I denti vomerini erano disposti in cinque file longitudinali, che mostravano una simmetria costituita da una fila mediana principale e due file laterali. Le ossa prearticolari erano dotate di tre file longitudinali. I denti della fila principale erano molto più ampi rispetto a quelli delle file laterali. Le corone dentarie erano piuttosto piatte ed esponevano una bassa depressione apicale, circondata da un anello di piccoli tubercoli ampiamente spaziati. L'ornamentazione e la disposizione dei denti è unica nell'ambito del gruppo dei picnodonti, e distingue Stemmatodus dagli altri membri del gruppo (Kriwet, 2004).
L'asse vertebrale era leggermente ricurvo verso l'alto nella zona prima della coda. La pinna dorsale e la pinna anale erano pressoché speculari fra loro, ma quella dorsale era un po' più grande. Non erano presenti pinne ventrali.

## Classificazione
I fossili di questo animale, rinvenuti nel sito paleontologico di Castellammare di Stabia (Napoli) e risalenti al Cretaceo inferiore, vennero descritti per la prima volta da Louis Agassiz nella sua monumentale opera Recherches sur les poissons fossiles nel 1844, e denominati Pycnodus rhombus. Successivamente fu Heckel nel 1854 ad attribuirli a un genere a sé stante, Stemmatodus appunto.
Stemmatodus rhombus è un piccolo rappresentante dei picnodonti, un gruppo di pesci ossei arcaici tipici dei mari del Mesozoico ma sopravvissuti fino all'inizio del Cenozoico, comprendenti forme dall'aspetto discoidale e dalla dentatura tondeggiante. Stemmatodus sembrerebbe essere un membro basale della famiglia Pycnodontidae, comprendente i picnodonti più derivati.

## Paleobiologia
Stemmatodus viveva in un ambiente di laguna costiera in un clima tropicale, e probabilmente si nutriva di minuscoli animali e piante acquatiche, che strappava dalle rocce e dai fondali con i denti incisiviformi e poi triturava coi piccoli denti tondeggianti. Molti fossili di questo pesce sono stati ritrovati conservatisi insieme; ciò è dovuto a qualche tipo di mortalità di massa.